# Diócesis de Worms
La diócesis de Worms (en latín: Dioecesis Wormatiensis y en alemán: Bistum Worms) fue una circunscripción eclesiástica de la Iglesia católica en Alemania. Se trataba de una diócesis latina, sufragánea de la arquidiócesis de Maguncia. Fue suprimida canónicamente el 1 de febrero de 1805. Además de su función episcopal, los obispos de Worms tenían poder temporal, ya que Worms era un principado eclesiástico dentro del Sacro Imperio Romano Germánico, el principado episcopal de Worms.

## Territorio y organización

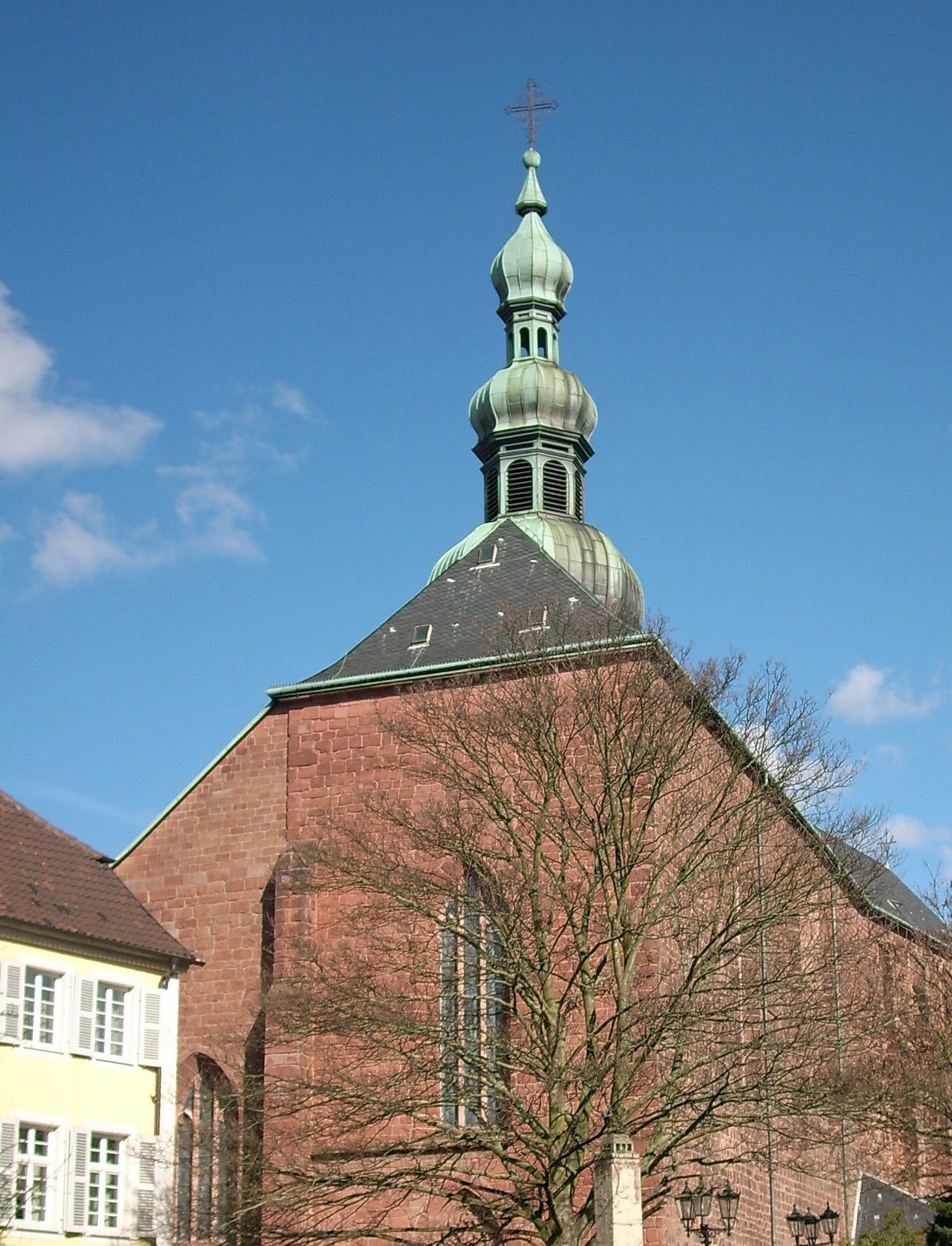
Iglesia de San Martín, en Kaiserslautern

La diócesis extendía su jurisdicción sobre los fieles católicos de rito latino residentes en parte del actual estado de Hesse. La diócesis, una de las más pequeñas de Alemania, estaba comprendida entre la arquidiócesis de Maguncia al norte, la diócesis de Wurzburgo al este, la de Espira al sur y la diócesis de Metz al oeste. Estaba situada a ambas orillas del Rin alrededor de Worms, al norte de su unión con el río Neckar. Entre las ciudades más importantes de la diócesis estaban Kaiserslautern, Mannheim y Heidelberg.
La sede de la diócesis se encontraba en la ciudad de Worms, en donde se halla la Catedral basílica de San Pedro, que fue declarada basílica menor el 12 de noviembre de 1923 por el papa Pío XI y hoy es una iglesia parroquial de la diócesis de Maguncia.
En 1748 en la diócesis existían 120 parroquias, aunque antes del XVI eran unas 400.

## Historia

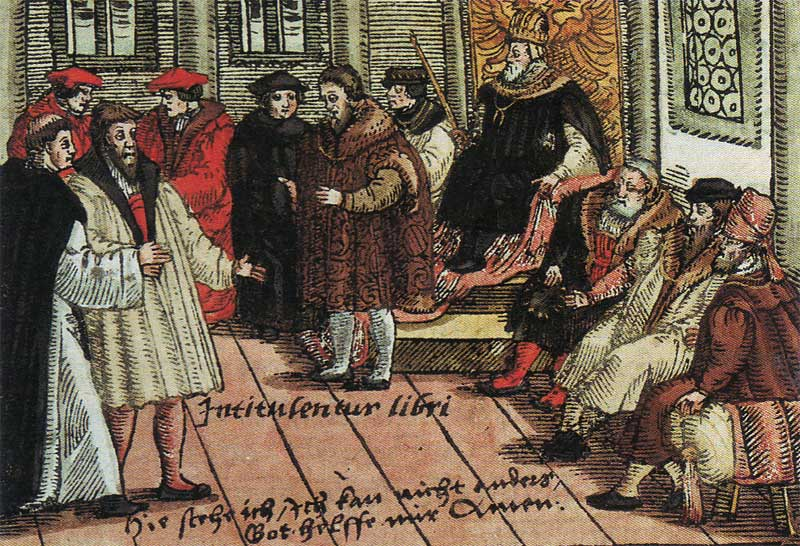
Martín Lutero en Worms en 1521

Borbetomagus, la actual Worms, fue la capital y centro administrativo de la civitas Vangionum. El pueblo de los vangíones, de origen celta-germánico, se asentó en la región. En la época romana formaba parte de la provincia de Germania prima, como atestigua la Notitia Galliarum de principios del siglo V.
La diócesis tiene orígenes muy antiguos y está atestiguada ya a mediados del siglo IV. Entre los firmantes del pseudoconcilio de Colonia del año 346 se encuentra el nombre de Victor, episcopus Vangionum. El siguiente obispo cuyo nombre se conoce con certeza es Bertulfo, que participó en el Concilio de París en 614. Desde el punto de vista religioso y civil, Worms dependía de la provincia eclesiástica de la arquidiócesis de Maguncia, sede metropolitana provincial.
A partir de la época carolingia, comenzó la edad de oro de Worms y su territorio. La ciudad fue una de las residencias favoritas de Carlomagno, quien mandó construir allí un palacio real. Entre los siglos VII y VIII se definieron los límites de la pequeña diócesis con la ocupación de territorios en la margen derecha del Rin. Además de su residencia en Worms, el obispo también tenía su residencia personal en Ladenburg, en la parte oriental de la diócesis.
La presencia de la corte y posteriormente la conexión con la dinastía otoniana fortalecieron el poder de los obispos. En el siglo X lograron obtener los derechos de condado sobre la ciudad y en 979 el emperador Otón II concedió al obispo Hildebold el derecho a administrar justicia. Entre los obispos más importantes de este período se encuentra a Burcardo de Worms († 1025), quien ocupó la fortaleza, construyó murallas defensivas e inició la construcción de la catedral , origen del edificio actual que data del siglo XII.
El poder temporal de los obispos aumentó con el tiempo y su residencia en el condado fue Ladenburg. Sin embargo, en 1184 la ciudad de Worms obtuvo el estatus jurídico de ciudad imperial libre.
La importancia de Worms queda demostrada por el hecho de que la ciudad fue centro de importantes reuniones durante la Edad Media y la época moderna. En Worms se celebraron varias dietas imperiales: en 829, 1076, 1495 y sobre todo la dieta de 1521, en la que Martín Lutero fue convocado para disuadirlo de seguir sosteniendo sus tesis heréticas. Además, en 1122 se firmó en el Concordato de Worms que puso fin a la Querella de las investiduras.
Con la llegada de la Reforma protestante, la mayor parte de la diócesis se adhirió a la nueva confesión religiosa. El cabildo catedralicio, sin embargo, continuó funcionando y nombrando obispos, que desde mediados del siglo XVII fueron en su mayoría los mismos metropolitanos de Maguncia, que obtuvieron de los papas el privilegio de poder administrar las dos diócesis.
El principado estaba rodeado por las tierras del Electorado del Palatinado de los bailiazgos de Oppenheim y Neustadt y se extendía solamente sobre aldeas y pueblos con los Amtskellereien de Neuhausen y Dirmstein, sin tener ciudades dependientes. Hasta 1801 también fue propietario del señorío de Ahaus. La ciudad de Ladenburg, situada a orillas del río Neckar, pertenecía en su mitad al cabildo catedralicio de Worms y en su mitad al Electorado del Palatinado.
En la segunda mitad del siglo XVIII acabó en unión personal con su sede metropolitana. En 1792 y luego en 1797, la ciudad de Worms y todo el territorio diocesano a la izquierda del río Rin fueron ocupados y anexados al territorio de la Primera República Francesa. Tras el concordato francés de 1801, mediante la bula Qui Christi Domini del papa Pío VII del 29 de noviembre del mismo año, la parte occidental de la diócesis pasó a formar parte de la nueva diócesis de Maguncia, que correspondía al departamento de Mont-Tonnerre. Mientras que la parte oriental, en la orilla derecha del Rin, el vicariato de Lampertheim, permaneció administrada por los obispos de Maguncia.
En 1803, con el Reichsdeputationshauptschluss, el principado eclesiástico fue secularizado formalmente. La parte occidental ya formaba parte de Francia, mientras que la parte oriental estaba en gran parte anexada al Electorado de Baden (desde 1806 el Gran Ducado de Baden).
La diócesis fue suprimida canónicamente por el papa Pío VII el 1 de febrero de 1805 mediante la bula In universalis Ecclesiae.
Después del Congreso de Viena y la posterior reorganización de las diócesis alemanas, el territorio de la antigua diócesis de Worms quedó dividido entre las diócesis de Espira, Maguncia, Friburgo y Rotemburgo.

## Episcopologio
- Vittore † (mencionado en 346)
- Bertulfo † (mencionado en 614)

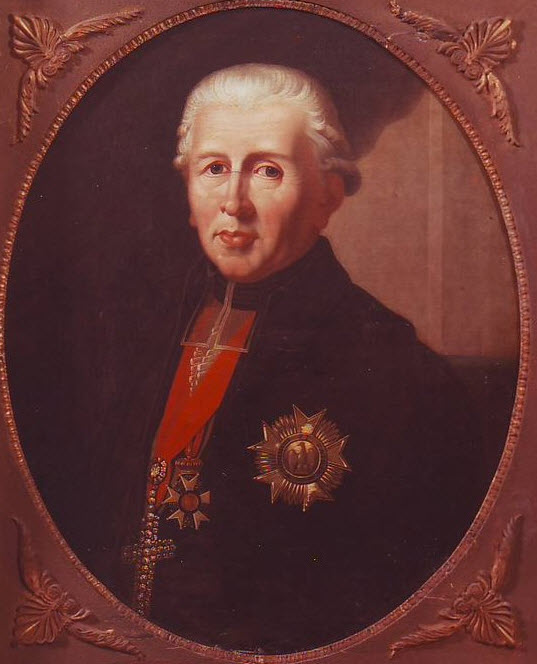
Último obispo de Worms, Karl Theodor von Dalberg

- Amando † (en la época del rey Dagoberto I)
- San Ruperto † (?-696 renunció)
- Eremberto † (antes de 764-793 falleció)
- Bernardo † (antes de 799-21 de marzo de 826 falleció)
- Fulco † (antes del 31 de octubre de 826-después de 833)
- Samuele † (antes de agosto de 840-6 de febrero de 856 falleció)
- Gunzo † (antes de mayo de 868-18 de noviembre de 872 falleció)
- Adelelmo † (antes de mayo de 874-después de 888)
- Teotelao † (antes de 895-1 de septiembre de 914 falleció)
- Bichowo † (914-7 de septiembre de 950 falleció)
- Hanno † (950-23 de noviembre de 978 falleció)
- Ildeboldo † (5 de enero de 979-4 de agosto de 998 falleció)
- Franco d'Assia † (998-28 de agosto de 999 falleció)
- Erfo † (999 falleció)
- Razone † (999 falleció)
- Burcardo † (1000-20 de agosto de 1025 falleció)
- Azecho † (antes de diciembre de 1025-18 de enero de 1044 falleció)
- Adalgar † (antes del 3 de febrero de 1044-20 de julio de 1044 falleció)
- Arnold I † (1044-1 de mayo de 1065 falleció)
- Adalbert von Rheinfelden† (23 de septiembre de 1065-8 de agosto de 1070 falleció)
- Adalbert von Sachsen † (1070-6 de julio de 1107 falleció)
- Ezzo † (1107-?)
- Arnold II † (mencionado en 1115)
- Burchard von Ahorn † (antes de 1120-6 de diciembre de 1149 falleció)
- Konrad von Steinbach † (después del 2 de febrero de 1150-13 de abril de 1171 falleció)
- Konrad von Sternberg † (1171-18 de enero de 1192 falleció)
- Heinrich von Maastricht † (antes del 4 de noviembre de 1192-23 de diciembre de 1195 falleció)
- Leopold von Schönfeld † (antes del 6 de febrero de 1196-7 de febrero de 1217 falleció)
- Heinrich von Saarbrücken † (antes del 24 de agosto de 1217-12 de septiembre de 1234 falleció)
- Landolf von Hoheneck † (antes de noviembre de 1234-8 de junio de 1247 falleció)
- Konrad von Dürkheim † (11 de septiembre de 1247-7 de octubre de 1247 falleció)
- Richard von Daun † (3 de abril de 1252-29 de noviembre de 1257 falleció)
- Eberhard von Baumburg † (28 de diciembre de 1257-23 de marzo de 1277 falleció)
- Friedrich von Baumburg † (1277-17 de febrero de 1283 falleció)
- Simon von Schöneck † (antes del 1 de agosto de 1283-22 de octubre de 1291 falleció)
- Eberhard von Strahlenberg † (1291-16 de noviembre de 1293 falleció)
- Emicho von Baumberg † (22 de diciembre de 1294-24 de junio de 1299 falleció)
- Eberwin von Kronenberg † (antes del 14 de abril de 1300-22 de abril de 1307 falleció)
- Emmerich von Schöneck † (16 de septiembre de 1307-10 de febrero de 1318 falleció)
- Heinrich von Dhaun † (5 de junio de 1318-8 de junio de 1319 falleció)
- Konrad von Schoneck † (1319-1329 falleció)
  - Gerlach von Erbach † (1329-18 de diciembre de 1332 falleció) (obispo electo)[nota 3]
- Salomon Waldbott † (21 de junio de 1329-1359 renunció o falleció)
- Dietrich Bayer von Boppard † (15 de mayo de 1359-13 de agosto de 1365 nombrado obispo de Metz)
- Johann Schadland, O.P. † (20 de agosto de 1365-16 de junio de 1371 nombrado obispo de Augsburgo)
- Echard von Dersch † (11 de agosto de 1371-14 de mayo de 1405 falleció)
- Matthäus von Krakau † (19 de junio de 1405-5 de marzo de 1410 falleció)
- Johann von Fleckenstein † (6 de junio de 1410-18 de mayo de 1426 falleció)
- Friedrich von Domneck † (23 de agosto de 1426-1 de mayo de 1445 falleció)
  - Ludovico d'Asti † (1445 renunció) (obispo electo)[4]
- Reinhard von Sackingen † (9 de marzo de 1446-12 de agosto de 1482 falleció)
- Johann von Dalberg † (9 de octubre de 1482-28 de julio de 1503 falleció)
- Reinhard von Rippur † (9 de febrero de 1504-1524 renunció)
- Heinrich von Pfalz † (16 de marzo de 1524-3 de enero de 1552 falleció)
- Dietrich von Rothenstein † (28 de noviembre de 1552-31 de enero de 1580 falleció)
- Georg von Schönburg † (16 de enero de 1581-11 de agosto de 1595 falleció)
- Philipp von Rothenstein † (15 de julio de 1596-21 de marzo de 1604 falleció)
  - Philipp Kraft von Scharsenstein † (4 de mayo de 1604-17 de julio de 1604 falleció) (obispo electo)[nota 4]
- Wilhelm von Essern † (12 de septiembre de 1605-7 de julio de 1616 falleció)
- Georg Friedrich von Greiffenklau zu Vollraths † (31 de julio de 1617-6 de julio de 1629 falleció)
- Georg Anton von Rothenstein † (13 de noviembre de 1630-30 de octubre de 1652 falleció)
- Hugo Eberhard Kratz von Scharfenstein † (26 de junio de 1662[nota 5]-13 de marzo de 1663 falleció)
- Johann Philipp von Schönborn † (12 de noviembre de 1663-12 de febrero de 1673 falleció)
- Lothar Friedrich von Metternich-Burscheid † (16 de abril de 1674-3 de junio de 1675 falleció)
- Damian Hartard von der Leyen † (24 de febrero de 1676-6 de diciembre de 1678 falleció)
- Karl Heinrich von Metternich-Winneburg † (4 de septiembre de 1679-26 de septiembre de 1679 falleció)
- Franz Emeric Caspar Waldbott von Bassenheim † (10 de noviembre de 1679[nota 6]-11 de julio de 1683 falleció)
- Johann Karl von Frankenstein † (17 de mayo de 1688[nota 7]-29 de septiembre de 1691 falleció)
- Ludwig Anton von Pfalz-Neuburg † (8 de junio de 1693-4 de mayo de 1694 falleció)
- Franz Ludwig von Pfalz-Neuburg † (11 de diciembre de 1702-18 de abril de 1732 falleció)
- Franz Georg von Schönborn † (11 de agosto de 1732-18 de enero de 1756 falleció)
- Johann Friedrich Karl von Ostein † (18 de enero de 1756 por sucesión-4 de junio de 1763 falleció)
- Johann Philipp von Walderdorff † (26 de septiembre de 1763-12 de enero de 1768 falleció)
- Emmerich Joseph von Breidbach-Bürresheim † (16 de mayo de 1768-11 de junio de 1774 falleció)
- Friedrich Karl Josef von Erthal † (13 de marzo de 1775-25 de julio de 1802 falleció)
- Karl Theodor von Dalberg † (25 de julio de 1802 por sucesión-1802 o 1803 renunció)